# Bernasconi (organari)

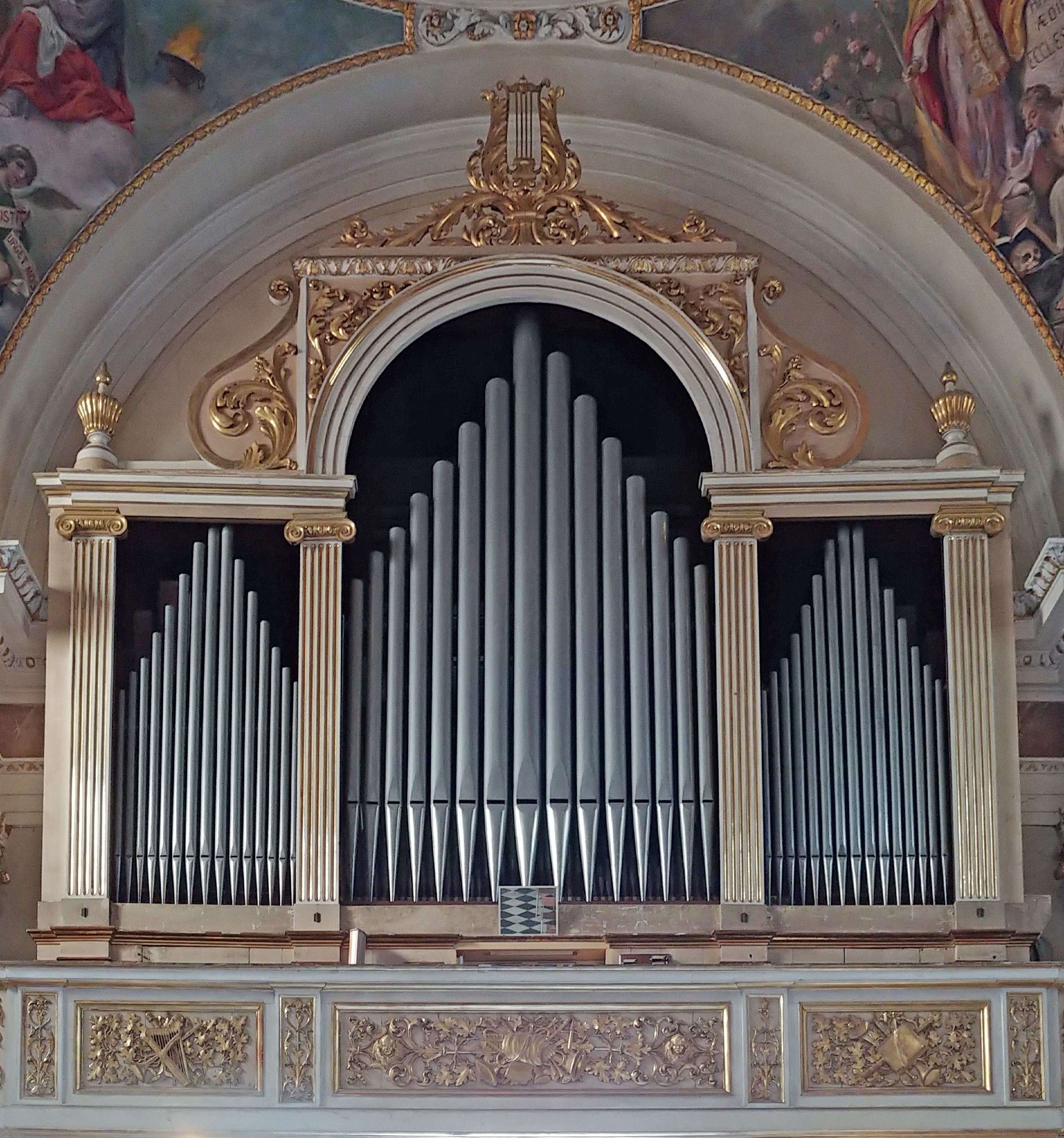
L'organo Giuseppe Bernasconi (1861) nella Basilica Minore Romana di San Nicolò a Lecco

La famiglia Bernasconi fu una celebre dinastia di maestri organari, originari di Varese, attivi tra il 1847 ed il 1920. Le loro opere sono dislocate principalmente in Lombardia e nel Canton Ticino (Svizzera).

## Storia
La famiglia Bernasconi, di origini varesine e di ascendenza ticinese, iniziò ad interessarsi all'arte organaria all'inizio dell'Ottocento quando i fratelli Giuseppe (1814-1891), Lorenzo (1822-1890), Cesare (1829-?) e Pietro (1834-1895) iniziarono a lavorare a bottega presso l'organaro varesino Luigi Maroni in località Biumo Inferiore, da cui appresero i segreti del mestiere. Dal padre Felice, calzolaio originario del rione Bizzozero di Varese, avevano appreso l'arte della lavorazione del legno. Dopo la morte di Maroni Biroldi, nel 1842, i Bernasconi rilevarono l'intera ditta che venne rinominata a partire dal 1847 "Fratelli Bernasconi", sotto la direzione di Giuseppe, il primogenito.
La società si divise nel 1854 quando vennero costituite due ditte indipendenti, la prima con Giuseppe e Cesare associati, mentre la seconda con Lorenzo e Pietro insieme.
Nel 1866 Cesare Bernasconi decise di fondare una ditta organaria propria, divisa dal fratello. Nel 1881 la ditta di Giuseppe si presentò all'Esposizione Musicale di Milano con un elenco di 99 organi costruiti dalla sua azienda in soli 34 anni di attività. Le ditte di Giuseppe e Cesare rimasero maggiormente legate ai dettami dell'organo lombardo ottocentesco tradizionale (una tastiera unica, registri spezzati, somiere a vento e manette alla lombarda), mentre quella di Lorenzo e Pietro e poi di Luigi, figlio dell'ultimo, si specializzò in esemplari d'organi in linea coi dettami della riforma ceciliana (2 tastiere, registri interi, pedaliera completa, bottoni a scatto), giudicati tecnicamente più moderni. Nel 1895 Giovanni Tebaldini pubblicò un elenco di settantacinque organi italiani a suo dire perfettamente aderenti ai nuovi dettami ceciliani e, tra questi, ne comprese quattro costruiti dai Bernasconi: due a opera di Pietro (Como, S. Fedele, 1890 e Monastero Bormida, S. Giulia, 1892) e due a opera di Cesare (Lucca, S. Maria a Colle, 1893 e Montichiari, S. Pancrazio, 1895).
La dinastia degli organari Bernasconi terminò con Luigi, figlio di Pietro, il quale cedette l'attività di famiglia alla ditta Balbiani (già attiva con successo nel campo della produzione di organi) verso il 1920, mettendosi a lavorare per la stessa ditta come accordatore di ance.

## Cronologia genealogica della famiglia Bernasconi
|                                 |                                 |                                |                                |                            |                            |                               |                               |
|                                 |                                 |                                | Felice Bernasconi XVIII secolo |                            |                            |                               |                               |
|                                 |                                 |                                |                                |                            |                            |                               |                               |
|                                 |                                 |                                |                                |                            |                            |                               |                               |
| Giuseppe Bernasconi *1814 †1891 | Giuseppe Bernasconi *1814 †1891 | Lorenzo Bernasconi *1822 †1890 | Lorenzo Bernasconi *1822 †1890 | Cesare Bernasconi *1829 †? | Cesare Bernasconi *1829 †? | Pietro Bernasconi *1834 †1895 | Pietro Bernasconi *1834 †1895 |
|                                 |                                 |                                |                                |                            |                            |                               |                               |
|                                 |                                 |                                |                                |                            |                            |                               |                               |
|                                 |                                 |                                |                                | Giovanni Bernasconi *? †?  | Giovanni Bernasconi *? †?  | Luigi Bernasconi *1860 †1927  | Luigi Bernasconi *1860 †1927  |

## "Fratelli Bernasconi"
Alcuni tra i lavori più importanti realizzati dalla ditta "Fratelli Bernasconi" dalla sua costituzione nel 1847 sino alla divisione in due rami del patrimonio familiare nel 1854:
- Eupilio (CO), Loc. Galliano - Chiesa di San Vincenzo - 1847
- Invorio (NO) - Chiesa di Sant'Ambrogio - 1848

## Giuseppe e Cesare Bernasconi
Il cavalier Giuseppe Bernasconi (Varese, 1814 - Varese, 30 dicembre 1891) era il maggiore dei fratelli e, dalla divisione della società di famiglia nel 1854, scelse di mantenere attiva la sua collaborazione col fratello Cesare (1829-?) e tale rimase sino al 1866 quando lo stesso Cesare abbandonò la società col fratello per costituirne una propria, col figlio. Giuseppe fu uno degli organari prediletti da San Giovanni Bosco al punto che, oltre all'organo già realizzato dai fratelli Bernasconi presso la chiesa di San Giovanni Evangelista a Torino (3 tastiere e oltre 3000 canne, del 1882), don Bosco gli commissionò anche quello ancora più grandioso costruito nella chiesa del Sacro Cuore a Roma nel 1887 (70 registri e 4000 canne).
Alla morte di Giuseppe nel 1891, l'azienda venne rilevata da Cesare già in attività col figlio Giovanni (1866-?), che proseguì per qualche anno ancora, per poi lasciare il monopolio al nipote Luigi, figlio di suo fratello Pietro.

### Organi realizzati da Giuseppe e Cesare (1854-1866)
- Oleggio (NO), Santuario della Beata Vergine Assunta - 1855
- Margno (LC), Chiesa di San Bartolomeo - 1859
- Invorio (NO), Loc. Invorio Superiore, Chiesa di San Giacomo - 1860
- Lecco,  Basilica Minore Romana di San Nicolò - 1861
- Crema (CR), Basilica di Santa Maria della Croce - 1863
- Como, Chiesa di San Bartolomeo - 1866 (rifacimento di un precedente organo Eugenio Biroldi, 1825, a sua volta costruito reimpiegando materiale fonico seicentesco)
- Milano, Basilica dei Santi Apostoli e Nazaro - 1867

### Organi realizzati da Giuseppe
- Stabio (Svizzera), Chiesa dei Santi Giacomo e Cristoforo martire - 1872 (rifacimento di un precedente organo Carlo Bossi, 1808-10)
- Limido Comasco (CO), Chiesa di Sant'Abbondio - 1875
- Pralboino (BS), Chiesa parrocchiale - 1875
- Somma Lombardo (VA), Basilica Minore Romana di Sant'Agnese - 1876
- Offlaga (BS) loc. Cignano - Chiesa parrocchiale - 1881
- Gorla Maggiore (VA), Chiesa di Santa Maria Assunta - 1881
- Torino, Chiesa di San Giovanni Evangelista - 1882
- Volpiano (TO), Chiesa dei Santi Pietro e Paolo - 1884
- Milano, Basilica di San Calimero - 1884
- Vaprio d'Adda (BG), Chiesa parrocchiale - 1885
- Soncino (CR), Chiesa parrocchiale - 1886
- Roma, Chiesa del Sacro Cuore - 1887
- Lesmo (MB), Chiesa parrocchiale - 1888

### Organi realizzati da Cesare e figlio Giovanni
- Cremona, fraz. Picenengo, chiesa di San Bartolomeo apostolo - >1890
- Lucca, chiesa di S. Maria a Colle - 1893
- Castelverde (CR), loc. Costa Sant'Abramo - 1894
- Montichiari (BS), chiesa di San Pancrazio - 1895
- Botticino (BS), basilica minore di Santa Maria Assunta - 1896
- Valenza (PV), chiesa di Santa Maria Maggiore – 1896-97 (rifacimento di un precedente organo Serassi, 1852)
- Vergiate (VA), Chiesa di San Martino - 1897
- Milano, basilica di San Vincenzo in Prato - 1897
- Cernobbio (CO), santuario di San Vincenzo – 1899
- Sueglio (LC), chiesa di San Martino - 1900
- Cavaglio d’Agogna (NO), chiesa di San Mamante - >1900 (riforma dell’organo Fratelli Serassi, 1842)
- Valle Lomellina (PV), chiesa di San Michele Arcangelo - 1903
- Finale Ligure (SV), basilica di San Giovanni Battista - 1904

## Pietro e Lorenzo Bernasconi
Pietro Bernasconi (a volte Piero) (1834 – Varese, 27 maggio 1895) è stato attivo per lo più in Lombardia e varesotto. Sebbene le notizie sulla sua nascita siano scarse, di Pietro sappiamo che fu attivo dapprima con il fratello Lorenzo (1822-1890), continuando poi l'attività con il figlio Luigi, con il quale fondò la ditta Pietro Bernasconi e figlio Luigi, dopo aver liquidato al fratello Lorenzo la sua quota d'azienda.

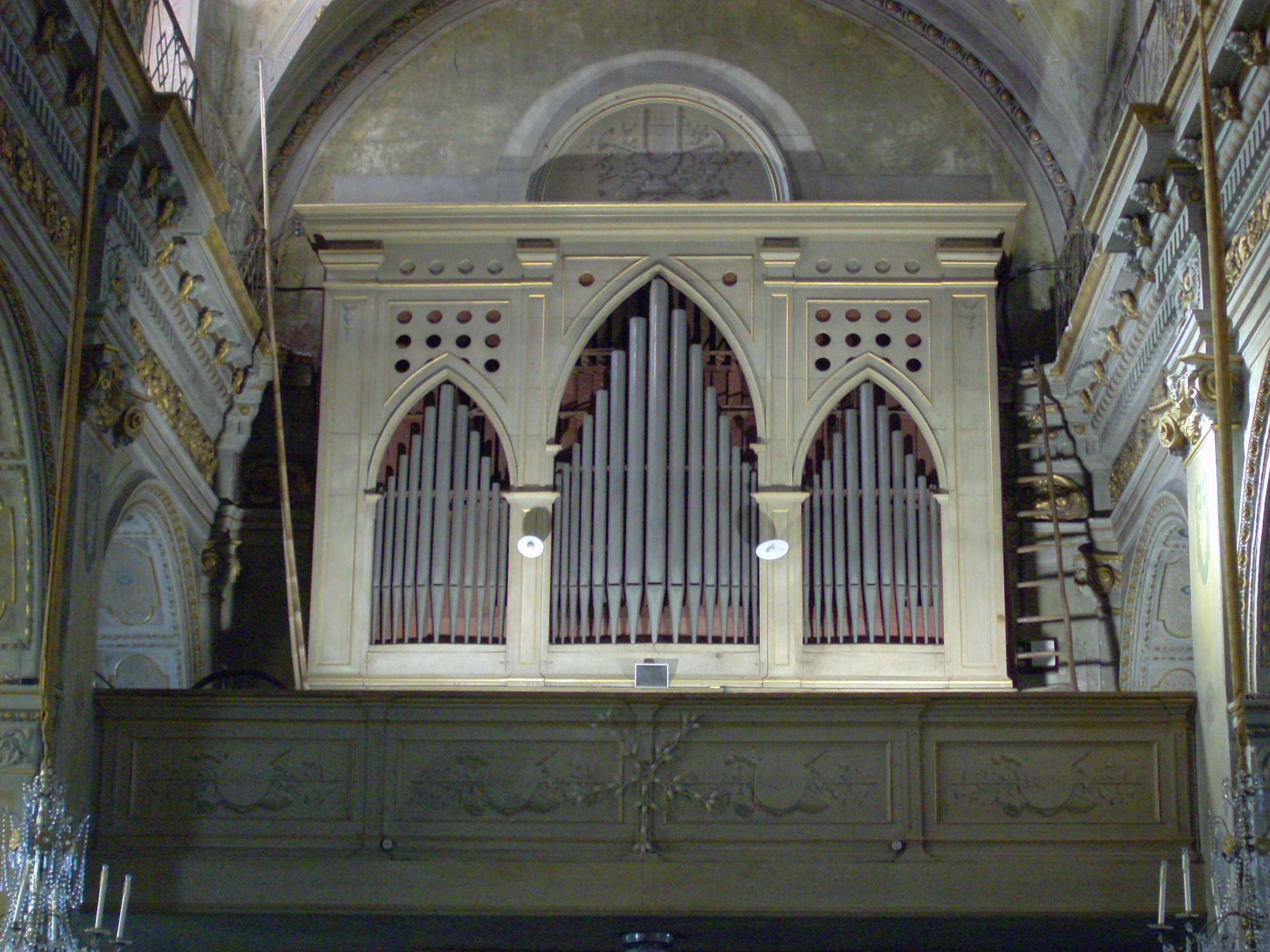
L'organo Pietro Bernasconi e Figlio (1892) nella Chiesa di S. Giulia a Monastero Bormida.

### Organi realizzati da Pietro e Lorenzo
- Pessano (MI), Chiesa dei Santi Vitale e Valerio - 1856 (non più esistente)
- Carnago (VA), Chiesa di San Bartolomeo, loc. Rovate - 1857 ca.
- Vocca (VC), Chiesa di San Maurizio - 1861
- Inzago (MI), Chiesa parrocchiale - 1873 (non più esistente)
- Laveno Mombello (VA), Fraz. Mombello, Chiesa di Santo Stefano - 1874
- Bellusco (MB), Chiesa di San Martino - 1875
- Mendrisio (Svizzera), Chiesa dei Santi Cosma e Damiano - 1876
- Cardano al Campo (VA), Chiesa di Sant'Anastasio - 1877
- Arsago Seprio (VA), Chiesa di San Vittore - 1880
- Locate Varesino (CO), Chiesa di San Quirico - 1880 ca.

### Organi realizzati da Pietro e figlio Luigi
- Luvinate (VA), Chiesa dei Santi Ippolito e Cassiano - 1880
- Castel San Pietro (Svizzera), Chiesa di Sant'Eusebio - 1882 (reimpiego della cassa e del materiale fonico di un precedente organo Andrea-Luigi e Giuseppe II Serassi, 1771)
- Salorino (Svizzera) - 1882
- Dairago (MI), Chiesa di San Genesio - 1882
- Milano, Basilica di San Lorenzo Maggiore - 1884
- Guanzate (CO), Santuario della Beata Vergine in San Lorenzo - 1884-85 (rifacimento di un precedente organo Giuseppe Alchisio, 1839)
- Martignacco (UD), Fraz. Nogaredo di Prato, Chiesa di San Martino - 1885
- Domodossola, Insigne Collegiata dei Santi Gervasio e Protasio - 1889
- Lugano, Chiesa di Sant'Antonio - 1890
- Como, Chiesa di San Fedele - 1890
- Milano, Salone Perosi (oggi nella Chiesa di Santa Maria della Pace) - 1891
- Brissago Valtravaglia (VA), Chiesa di San Giorgio - 1892
- Monastero Bormida (AT), Chiesa di Santa Giulia - 1892
- Vercelli, Confraternita di San Bernardino - 1892
- Cantù (CO), Chiesa di San Teodoro - 1894
- Erba - Buccinigo (CO), Chiesa di San Cassiano - 1894
- Corbetta (MI), Chiesa prepositurale di San Vittore Martire - 1895 (non più esistente)

## Luigi Bernasconi
Luigi Bernasconi (1860-1927), era figlio di Pietro.
Assieme a suo padre nel 1876 esegue il rifacimento dell'organo meridionale del Duomo di Milano aggiungendovi l'organo eco. Dopo la morte del padre diede un nuovo impulso all'attività di famiglia, costruendo diversi strumenti musicali di rilevante importanza, alcuni dei quali per le chiese della Valle del Ticino. Chiuse definitivamente la ditta di famiglia nel 1920, cedendola agli organari Balbiani.

### Organi realizzati da Luigi
- Carpiano (MI), Chiesa di San Martino - 1896
- Locarno (Svizzera), Chiesa di Santa Caterina - 1897 (progettato nel febbraio 1896, realizzato nel 1897, collaudato nel 1899)
- Agnadello,  Chiesa di San Vittore, 1897
- Carpiano, Chiesa di San Martino Vescovo - 1897   (rifacimento)
- Riva San Vitale - 1900
- Robecco sul Naviglio, Chiesa di San Giovanni Battista - 1902
- Varese, Chiesa vecchia di Biumo Inferiore - 1902
- Bregnano, Chiesa di San Giorgio - 1905
- Cremeno, Chiesa di San Giorgio - 1906
- Canegrate, Chiesa di Santa Maria Assunta - 1908 (rifacimento)
- Ranzi (Pietra Ligure  (SV)), Chiesa parrocchiale di S. Bernardo - 1909
- Lugano (Svizzera - Canton Ticino), Cappella dell'Istituto Sant'Anna - 1913